# Dismas Hataš
Dismas Hataš, uváděný též jako Dismas Hattasch (1. prosince 1724 Vysoké Mýto – 13. října 1777 Gotha), byl český houslista a klasicistní hudební skladatel.

## Život
Dismas Hataš pocházel z hudební rodiny, jeho příbuzní byli kantory a varhaníky na mnoha místech v Čechách. Jako mnozí čeští hudebníci té doby, hledal si zaměstnání v cizině. Našel je v Durynsku na dvoře vévody Sachsen-Gotha-Altenburg ve městě Gotha. Zde se poznal se zpěvačkou Annou Františkou Bendovou, členkou hudební rodiny Bendů, se kterou se v květnu 1751 oženil. V říjnu téhož roku se stal stálým členem (Kammermusicus) dvorní kapely, v níž se později stal koncertním mistrem.
V prosinci 1767 a na začátku roku 1768 účinkoval spolu se svou ženou a kolegy z kapely na čtyřech koncertech v Nizozemí. Dismas Hataš byl rovněž učitelem hry na housle, ze svého syna vychoval také houslistu.

### Následníci
Jeho mladším bratrem byl Jan Václav Hataš (8. září 1727, Vysoké Mýto – po 1752, Rožmitál).
Dismas Hataš byl otcem Jindřicha Krištofa Hataše (1756 Gotha – po 1808), houslisty a skladatele.

## Dílo
Raně klasicistní Hatašovy symfonie a houslové sonáty jsou třívěté.
- Symfonie in E, (Moravská zemská knihovna v Brně)
- Symfonie in D, (evidována v Breitkopfově katalogu 1766)
- Koncert in G pro flétnu a orchestr, (Fürst Thurn und Taxis Hofbibliothek)
- Sonáty
  - Landesbibliothek Mecklenburg-Vorpommern- 2 díla
  - Breitkopfův katalog (1762) - 6 děl
- Píseň Noch kannt ich nicht der Liebe Macht (Ještě neznám sílu lásky), v Göttinger Musenalmanach (1770)
- Sammlung verschiedener Lieder von guten Dichtern und Tonkünstlern, (Sbírka rozličných písní od dobrých básníků a hudebních skladatelů), Norimberk 1780[4]